# 威尔士王子角

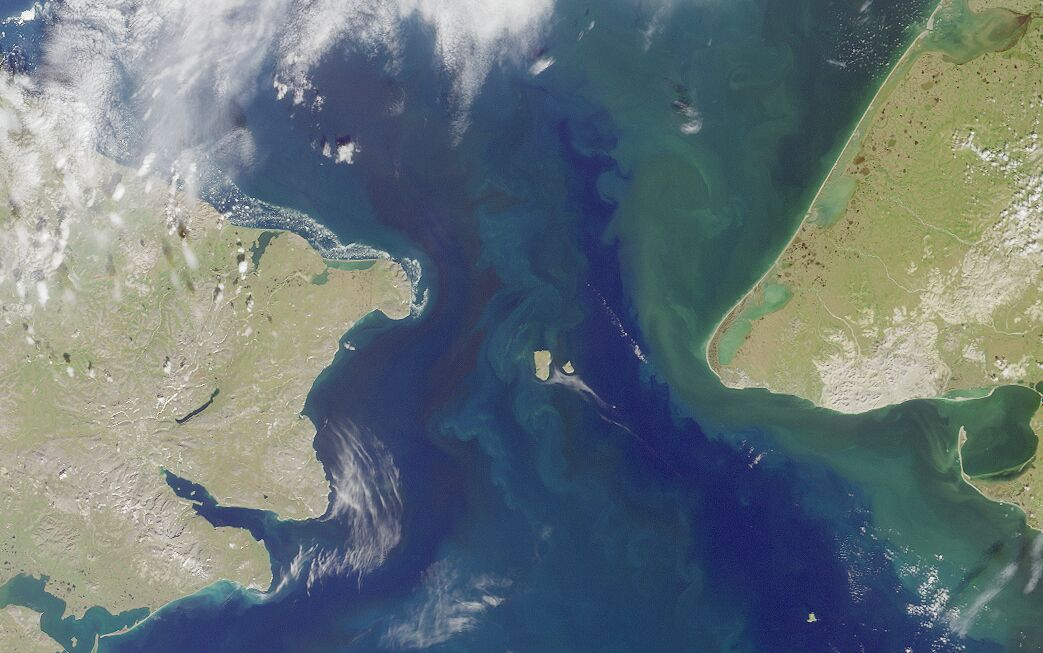
卫星照片：右侧为威尔士王子角，左侧是杰日尼奥夫角，中间是代奥米德群岛

威尔士王子角（英語：Cape Prince of Wales）处于北纬65度37分40秒，西经168度5分5秒，是美国阿拉斯加州的苏厄德半岛上的一个海岬。它是整个美洲大陆的最西端，隔白令海峡与俄罗斯楚科奇半岛上的杰日尼奥夫角相望，它与临近的代奥米德群岛之间的海水很浅，是史前人类迁移的“陆桥”的一部分。